# Edificio del Ayuntamiento de Glasgow

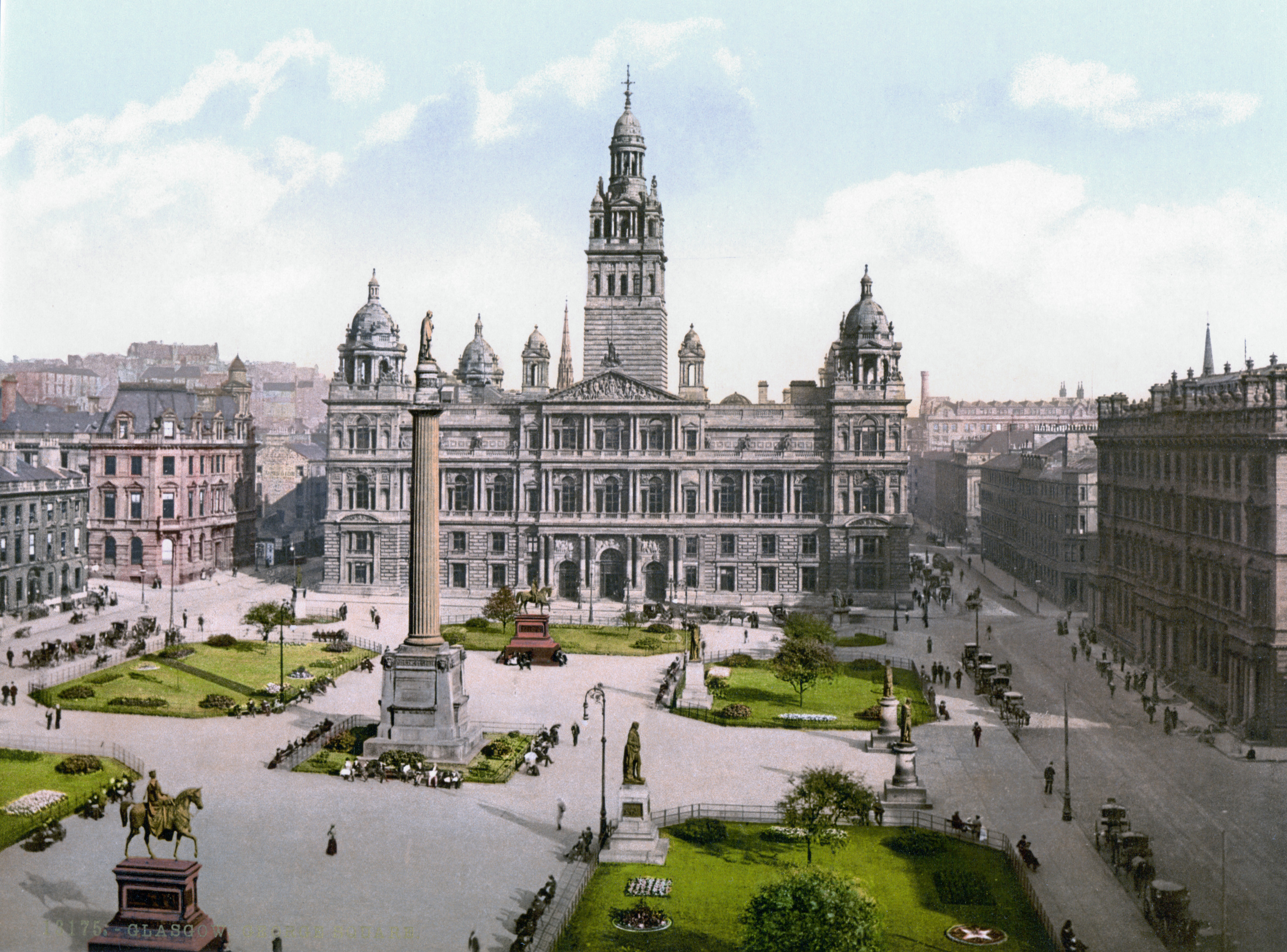
Fachada del Municipio de Glasgow, visto desde George Square.

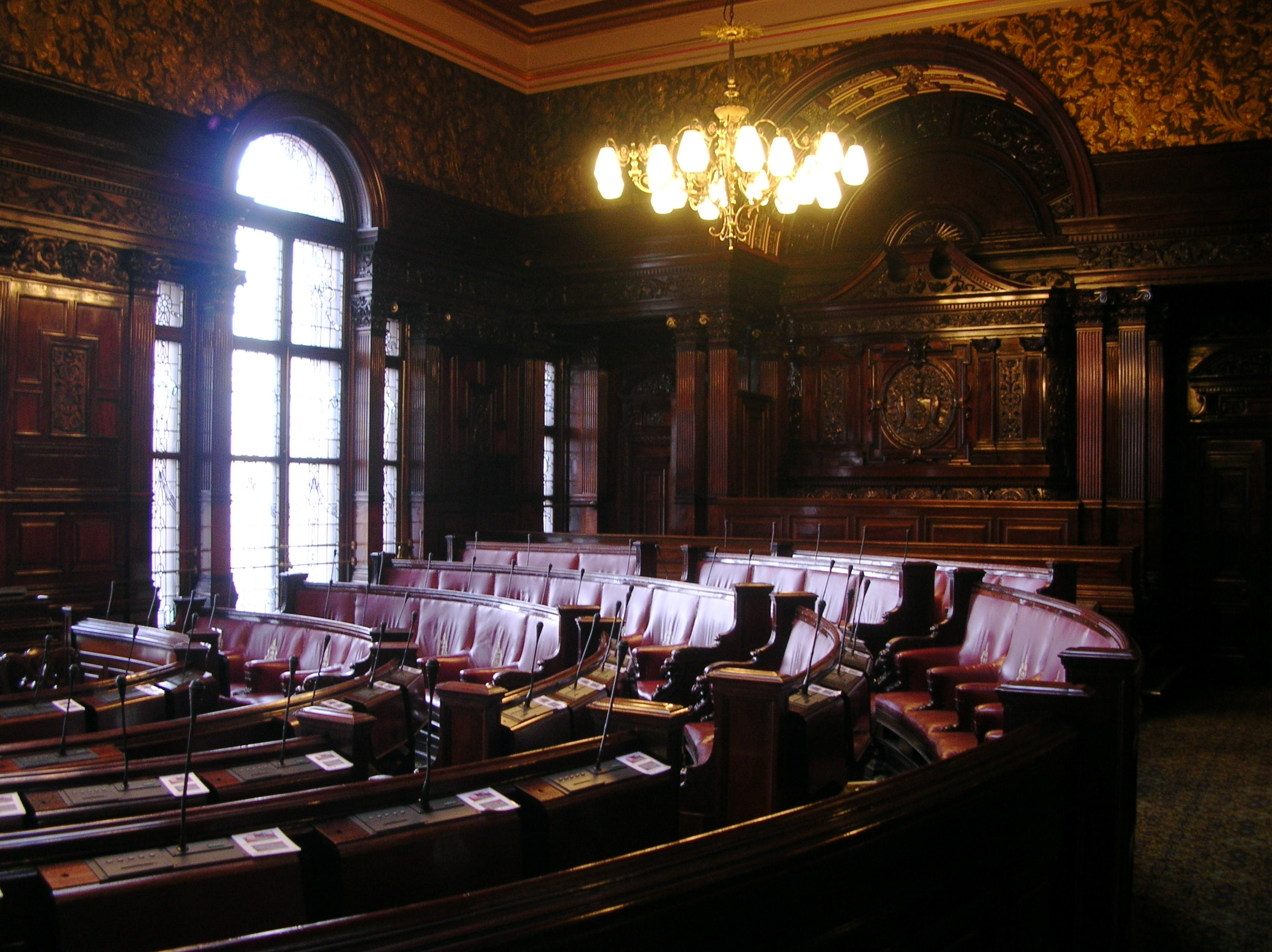
La Cámara del Consejo.

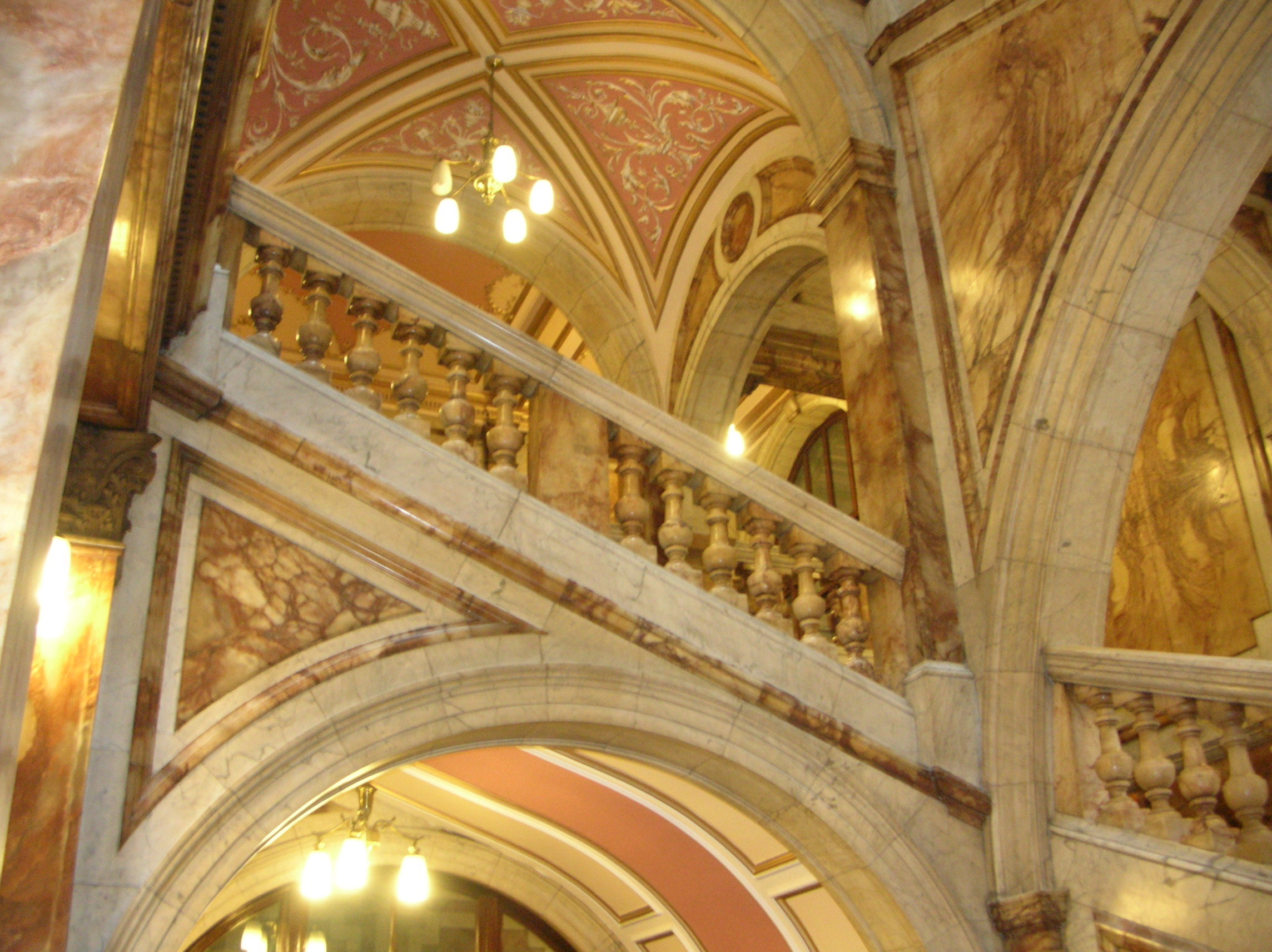
La escalera principal construida con mármol de Carrara.

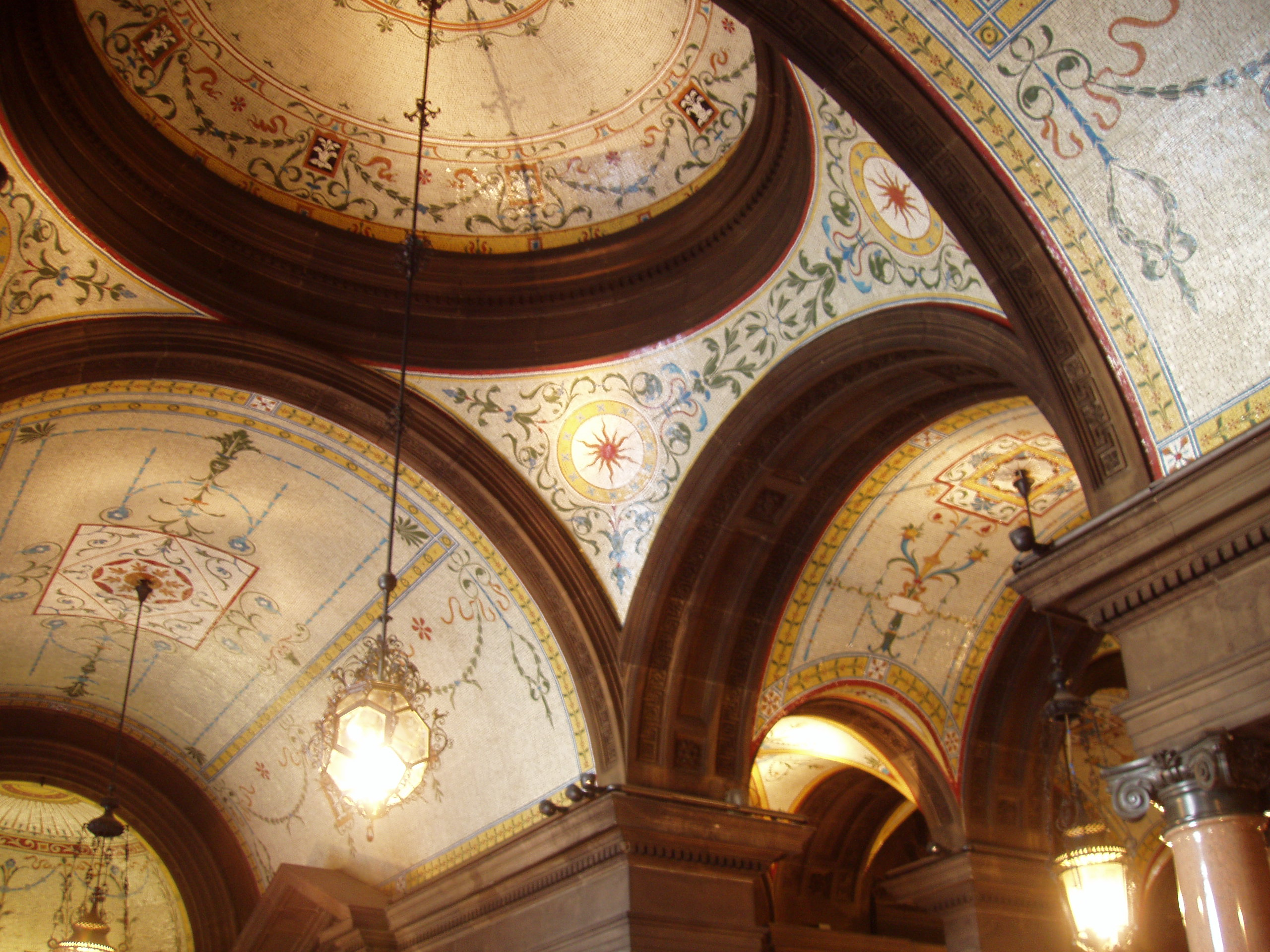
Cieloraso de mosaicos en la planta baja de la Loggia.

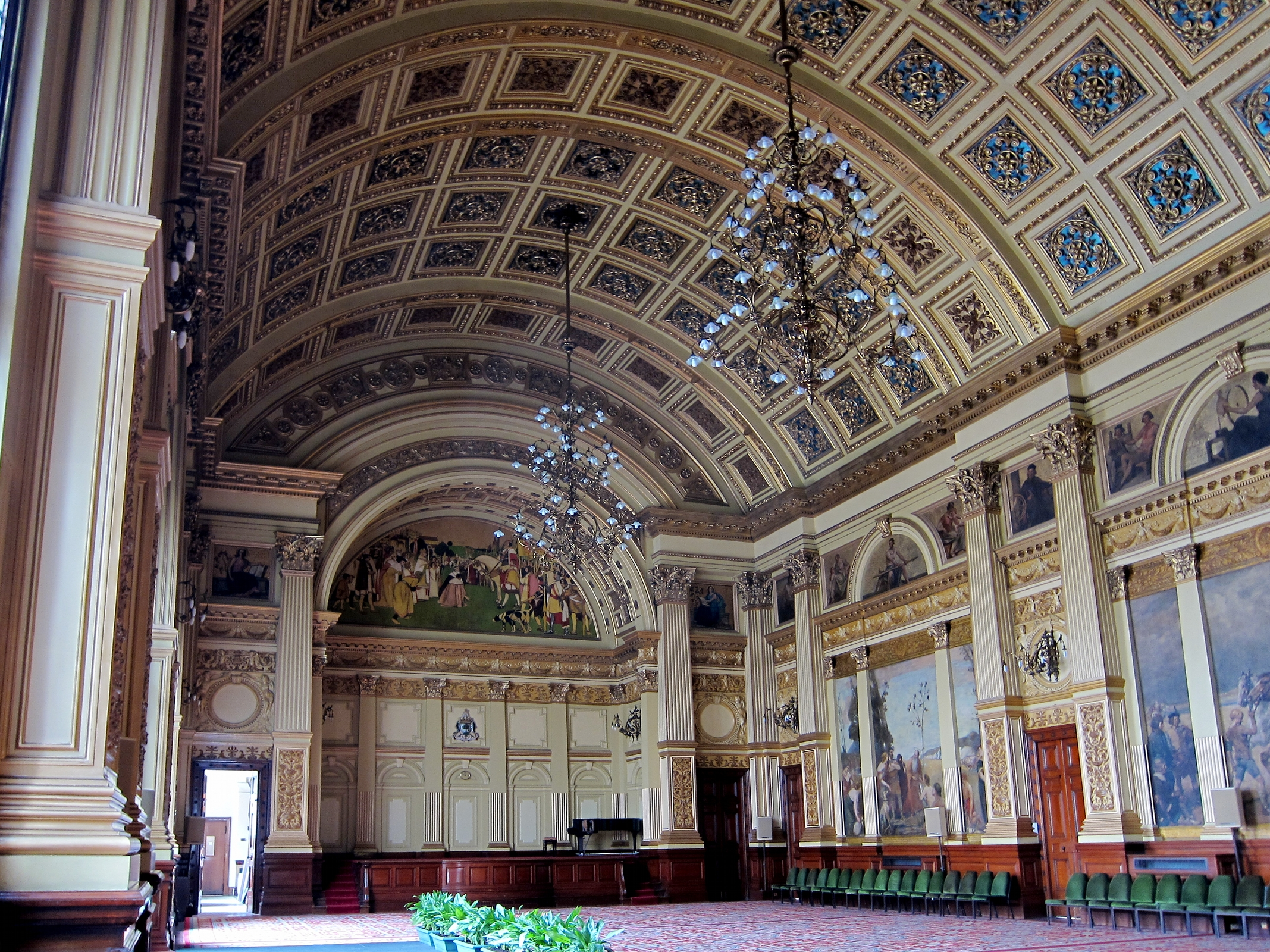
El Salón de Banquetes del Edificio del Municipio.

El edificio del Ayuntamiento de Glasgow en Escocia ha funcionado como la sede central del Consejo de la Ciudad de Glasgow desde 1996, y de formas preexistentes de gobierno de la ciudad desde 1889. Este edificio se encuentra en la parte este de la Plaza George (George Square). El edificio es un ejemplo destacado de arquitectura civil victoriana. Fue construido entre 1882 y 1888 sobre un diseño del arquitecto escocés William Young, originario de Paisley, que ganó un concurso.
El edificio se inauguró en agosto de 1888 por la reina Victoria, la primera reunión del consejo en el edificio se llevó a cabo en octubre de 1889. Originalmente el edificio abarcaba un área de 5 016 m². En 1923, se inauguró una ampliación en el lado este del edificio en John Street y en 1984 se completó la construcción de la Exchange House, en George Street, con lo que la superficie del complejo del Municipio de la ciudad aumentó a más de 14 000 m².